# Loja-amazília
A Loja-amazília (Amazilia alticola) a madarak osztályának sarlósfecske-alakúak (Apodiformes) rendjébe és a kolibrifélék (Trochilidae) családjába tartozó faj.
A magyar név forrással nincs megerősítve, lehet, hogy az angol név tükörfordítása (Loja Hummingbird).

## Rendszerezése
A fajt John Gould angol ornitológus írta le 1860-ban.

## Előfordulása
Az Andok hegységben, Ecuador területén honos. A természetes élőhelye szubtrópusi és trópusi köderdők, félig nyitott bozótosok és szavannák.

## Megjelenése
Testhossza 10–11 centiméter, a hím testtömege 6,5 gramm, a tojóé 5,5 gramm.

## Életmódja
Táplálkozása kevésbé ismert, valószínűleg nektárt és kisebb rovarokat fogyaszt.